# Sint-Liudgerkerk (Holtgaste)
De Liudgerkerk (Duits: Liudgeri-Kirche) is een luthers kerkgebouw in Holtgaste in het Oost-Friese deel van Reiderland (Nedersaksen). Het kerkgebouw stamt uit de 13e eeuw.

## Geschiedenis

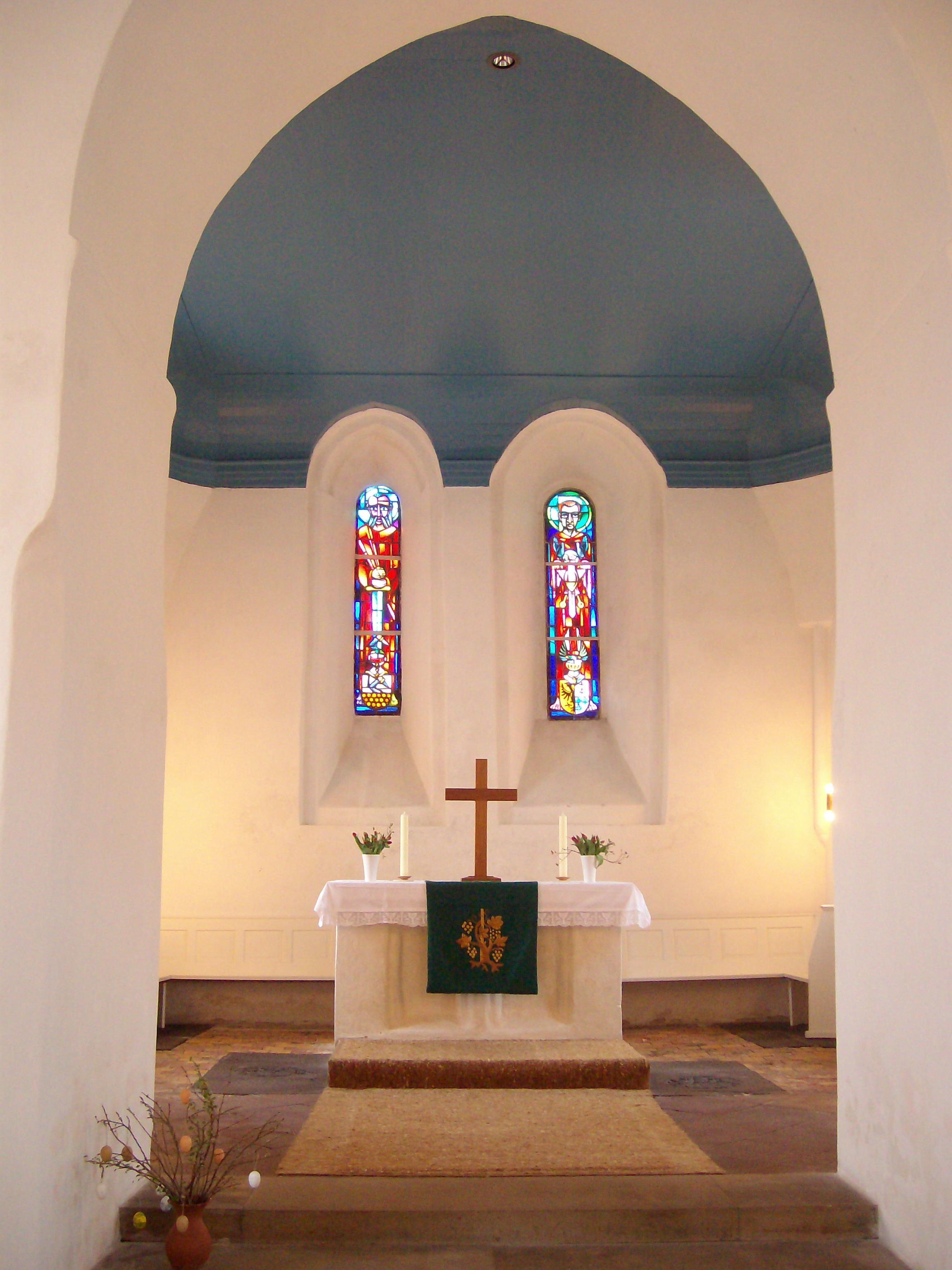
Het koor gezien door de triomfboog

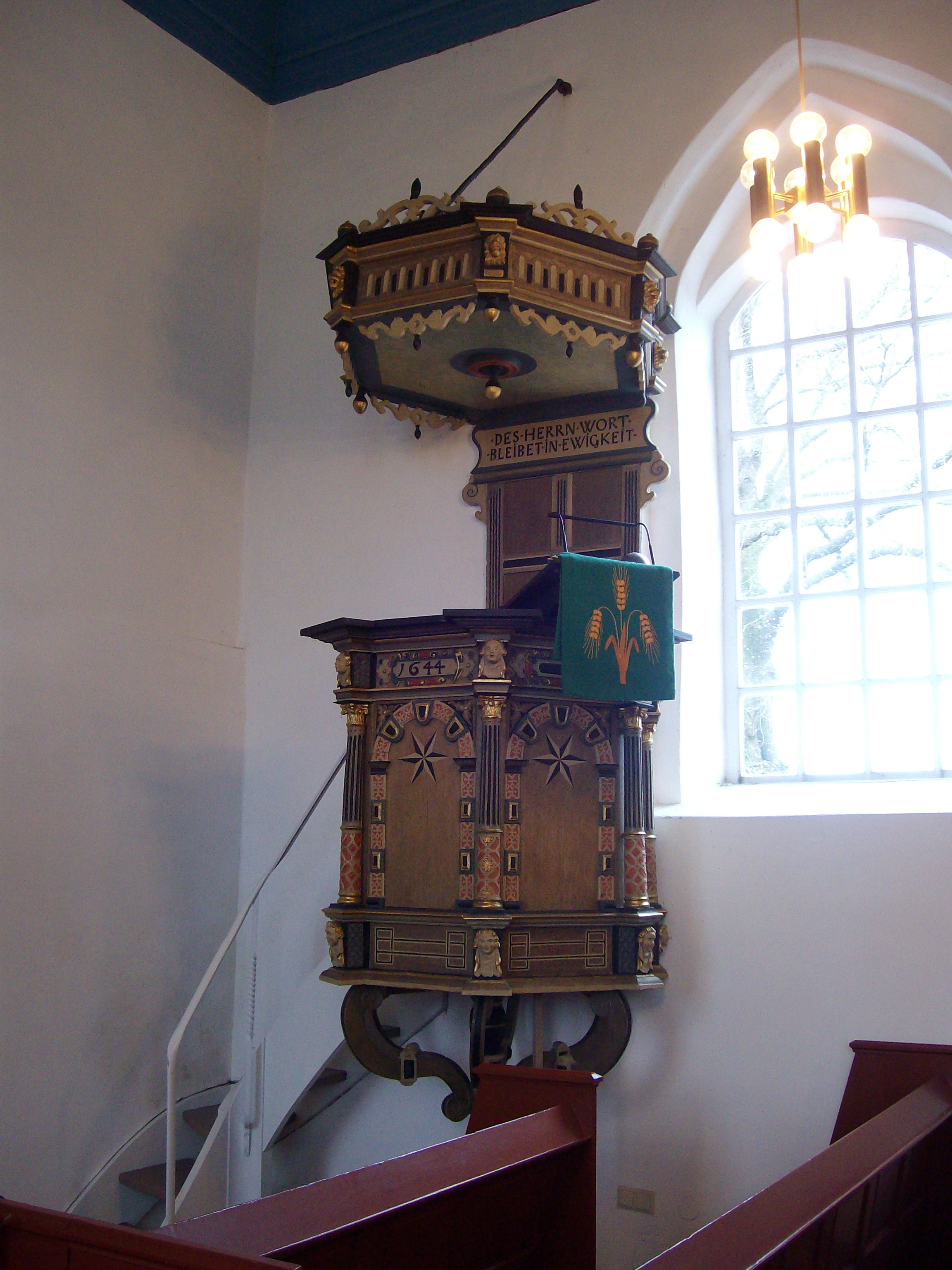
Preekstoel

Holtgaste was eigendom van de benedictijner Abdij van Werden. De abdij was vermoedelijk verantwoordelijk voor de bouw van een eerste kerk in de tiende of elfde eeuw. De kerk was gewijd aan de heilige Liudger die ook de stichter van het klooster was. Het oorspronkelijke kerkgebouw stond verder westelijk, het oude kerkhof was nog bekend in de 18e eeuw.
In de 13e eeuw loste een bakstenen stenen kerkgebouw zijn voorganger af. De romaanse nieuwbouw bezat oorspronkelijk een apsis en twee zijapsissen. Het klooster verkocht de kerk in 1282 aan de bisschop van Münster, die het kerkgebouw twee jaar later doorverkocht aan de Johannieter commanderij te Jemgum. Omstreeks 1290 werd de apsis vervangen door een overwelfd rechthoekig koor. Tegenwoordig is het oudst bewaarde deel van de kerk de spitsbogige triomfboog, die het koor van het kerkschip scheidt. Een hagioscoop (een kleine opening om leprozen in staat de stellen de eredienst buiten te volgen) op de zuidelijke kant is tegenwoordig dichtgemetseld.
Omdat hier destijds via een kleine zijarm een waterweg naar de Eems liep, luidt de overlevering dat victualiënbroeders de kerk destijds als steunpunt hebben gebruikt.
Toen na de reformatie in 1534 de lutherse graaf Enno II de Johannieter commanderij verwierf, werd de kerk luthers. De kerk belandde door secularisatie van de kloosters in handen van de graaf, die hier lutherse predikanten benoemde, ook toen de omliggende dorpen overging naar het calvinisme. Dit dikwijls tot ergernis van de plaatselijke bevolking, die grotendeels hervormd was..
Het kerkschip werd na de schade in de Dertigjarige Oorlog in 1644 deels gesloopt en bij de herbouw circa 6 meter verkort. In samenhang met deze nieuwbouw kreeg de kerk een nieuwe kansel van Tönnies Mahler, een houtbewerker uit Leer, die in de 17e eeuw talrijke altaarstukken en preekstoelen voor de Oost-Friese kerken schiep.
In 1855 vond er een verbouwing van de kerk plaats, waarbij de westelijke toegang werd gemaakt en in plaats van het noordelijke portaal drie ramen werden ingebracht. Daarvoor had de kerk in de noordelijke muur slechts één raam en in de zuidelijke muur twee. In het koor werd het gewelf uitgebroken en kreeg het kerkschip een balkenplafond.
Het exterieur van de kerk werd in de jaren 1990-1991 gerenoveerd, het interieur volgde in de jaren 2001-2003.
Zoals gebruikelijk in Oost-Friesland staat de klokkentoren vrij van de kerk. Het massieve bouwwerk werd in 1711 op de middeleeuwse fundamenten herbouwd, waarbij men voor het onderste deel de oude kloostermoppen opnieuw aanwendde. De oudste klok werd vermoedelijk rond 1280-1300 gegoten, toen ook de eerste stenen kerk gebouwd werd. De jongere klok werd in 1379 gegoten en aan de heilige Catharina van Alexandrië gewijd. Het zijn de oudste klokken van Reiderland. Zowel de toren als de klokken werden in 2007 gerestaureerd.
De gemeente deelt tegenwoordig een predikant met de gemeente van Bingum.

## Inventaris
Onder het kerkmeubilair bevindt zich een preekstoel uit het jaar 1644, die door de meester Tönnies Mahler werd ingebouwd. De kansel is versierd met inlegwerk en houtsnijkunst. Van Tönnies Mahler stamt vermoedelijk ook de houten opzet van het doopvont, dat oorspronkelijk een gotisch wijwaterbekken was. De resten van een houtgesneden altaar, dat in 1520 werd gebouwd en zich aan Albrecht Dürer oriënteerde, zijn tegenwoordig in het streekmuseum van Weener te bezichtigen.
Een messing kroonluchter werd in het jaar 1737 geschonken. Tot het avondmaalsgerei behoort een zilveren kelk en een schaal, die in 1766 werden aangeschaft ter vervanging van het geroofde gerei door de manschappen van het vrijkorps van Gabriel Marquis de Conflans.
De kastbanken stammen uit de 19e eeuw. De glas-in-loodramen in het koor werden in 1929 ingebouwd.

## Orgel
Het kleine orgel werd in jaren 1864-1865 door de gebroeders Rohlfs uit Esens gebouwd. Het instrument heeft zeven registers op één manuaal en aangehangen pedaal en is nog origineel en in goede staat bewaard. In 1990-1991 werd het instrument door de Krummhörner Orgelmakerij gerenoveerd. Sinds 1865 bleef de dispositie ongewijzigd:

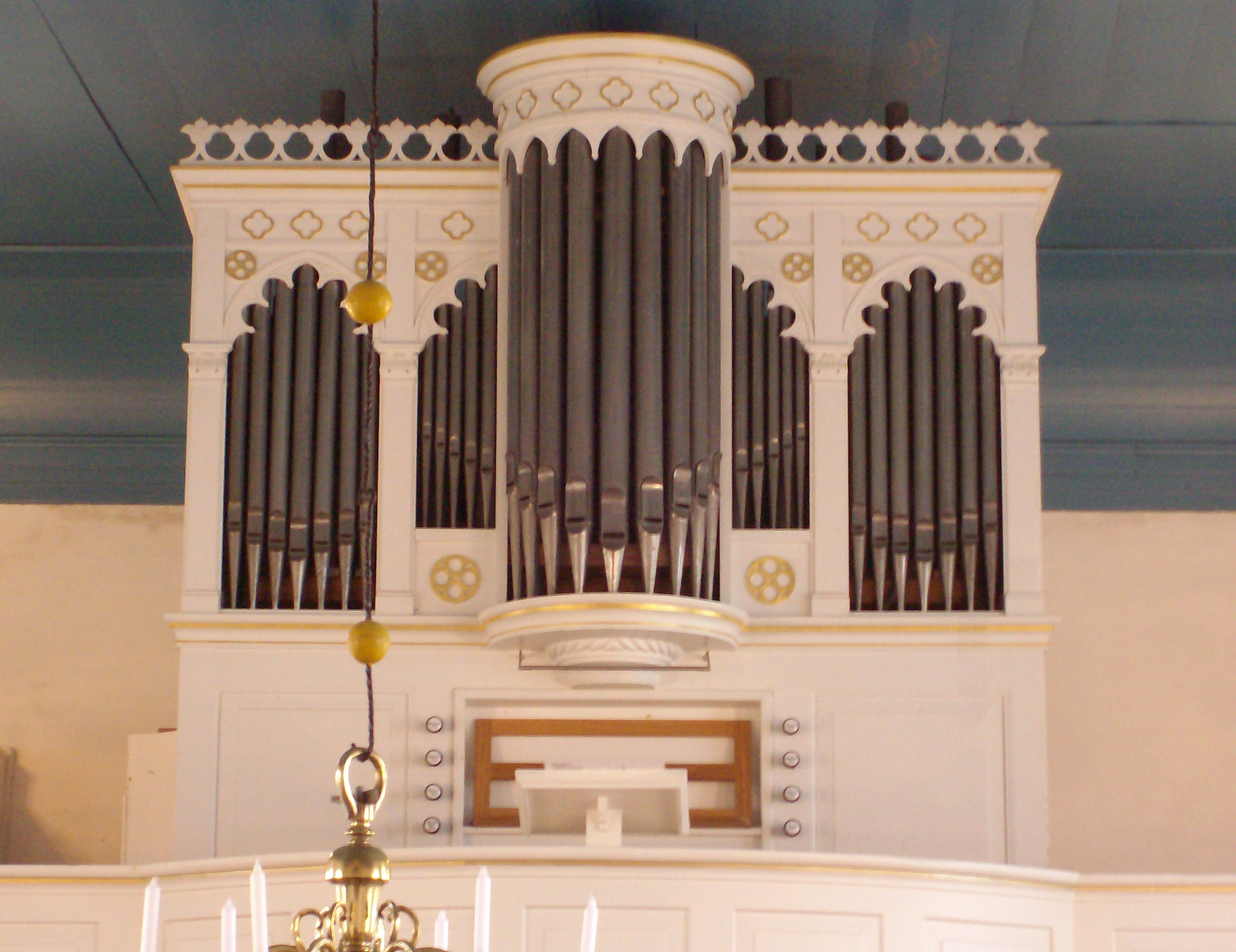
Het Rohlfs-orgel

| Manual C–f2 |    |
| Principaal  | 8′ |
| Octaaf      | 4′ |
| Octaaf      | 2′ |
| Gedekt      | 8′ |
| Salicionaal | 8′ |
| Holfluit    | 4′ |
| Piccolo     | 2′ |

- Tractuur:
  - Speeltractuur: mechanisch
  - Registertractuur: mechanisch
- Windverzorging:
  - Twee Keilbalgen
  - Winddruk: 65 mmWS
- Stemming:
  - Hoogte a1= 440 Hz
  - Gelijkzwevende stemming